# Distrito de Csongrád
El distrito de Csongrád (húngaro: Csongrádi járás) es un distrito húngaro perteneciente al condado de Csongrád.
En 2013 tenía 22 697 habitantes. Su capital es Csongrád.

## Municipios
El distrito tiene una ciudad (en negrita) y 3 pueblos (población a 1 de enero de 2012):
- Csanytelek (2755)
- Csongrád (16 846) – la capital
- Felgyő (1281)
- Tömörkény (1751)